# Барнс, Буба
Рузвельт Мелвин «Буба» Барнс (англ. Roosevelt Melvin «Booba» Barnes; 25 сентября 1936 года, Лонгвуд, Миссисипи, США — 2 апреля 1996 года, Чикаго, Иллинойс, США) — американский блюзовый гитарист, харпер и певец. Номинант Blues Music Awards в категориях «Альбом современного блюза», «Песня года», «Блюзовый вокалист», «Группа года», «Артист года — премия Би Би Кинга» (все 1991 год) .

## Биография
Рузвельт Мелвин Барнс родился в Миссисипи в 1936 году. Прозвище ему дал брат, который говорил, что Рузвельт был хуже мины-ловушки (англ. Booby Trap) и Рузвельт Барнс только изменил написание . Начал играть на губной гармошке в семилетнем возрасте и с 16-летнего возраста уже выступал с местными группами, зарабатывая кой-какие деньги. Его брат помогал Бубе, высылая тому губные гармошки. С 17-летнего возраста выступал в клубах Гринвилла, где познакомился с такими музыкантами, как Элмор Джеймс, Литтл Уолтер, Сонни Бой Уильямсон II и Хаулин Вулф. Создал группу Swinging Gold Coasters в 1956 году, в 1958 году перебрался в Сент-Луис, где его брат играл за Сент-Луис Кардиналс. Гитару начал осваивать лишь в 20-летнем возрасте («Разочарованный тем, что он не мог найти гитариста, который мог бы сыграть то, что он задумал, Барнс решил взять дело в свои руки и научился играть на гитаре» ) ,  начал выступать с ней в 1964 году, когда перебрался в Чикаго. Раннее творчество Бубы Барнса (как харпера) находилось под влиянием стиля Сонни Боя Уильямсона, но наибольшее влияние на него оказал Хаулин Вулф, что подтверждал и сам Барнс: «Говорят что я больше похож на Вулфа, чем Вулф» 
Там он играл в клубах и барах, но в конце 1960-х году вернулся в Гринвилл, Миссисипи, сначала играл со Смоуки Уилсоном, затем создал группу The Playboys и продолжил выступления на местном уровне. В 1973 году вновь посетил Чикаго, чтобы записаться с Jones Brothers. В 1984 году он познакомился с 15-летним гитаристом Лил Дэйвом Томпсоном, и они стали выступать дуэтом по клубам и джук-джойнтам Миссисипи. В 1985 (по иным данным в 1981) году Буба Барнс открыл ночной клуб Playboy Club, где выступала его группа The Playboys, вскоре ставшая популярной на местном уровне. Это привлекло внимание Rooster Blues Records, и в 1988 году Roosevelt «Booba» Barnes & The Playboys записали дебютный сингл «How Long This Must Go On», а в 1990 году выпустили дебютный (и единственный) альбом The Heartbroken Man. Этот дебют удался настолько, что в 1991 году Буба Барнс был номинирован на Blues Music Awards в четырёх номинациях, и с группой был номинирован на пятую «Группа года». После выхода альбома Буба Барнс гастолировал как в США, так и в Европе.
В 1995 году музыканту была диагностирована тяжёлая форма рака лёгкого, и он умер в апреле 1996 (по разным данным 2-го или 8-го апреля ) года в хосписе Чикаго. Последнее его выступление состоялось в Зале славы рок-н-ролла в Кливленде в феврале 1996 года.
Guitar Player: «Удивительно своеобразный гитарист и выдающийся певец по всем стандартам».
Боб Сантелли, директор по образованию Зала славы рок-н-ролла, описал стиль Барнса как «музыку кантри-джук-джойнта и городского блюз-бара».
Критик Роберт Палмер сказал, что: «Назвать его ярким шоуменом было бы преуменьшением. Он извивается, крутится, падает на колени, играет одной рукой, и больше перебирает гитару зубами и языком, чем многие другие прославленные блюзмены, которые используют свои пальцы» .
The New York Times: «Он был шоуменом, который носил радужные костюмы, ходил по сцене уткой и дёргал струны свойей гитары зубами. Но его умелый голос и острые, синкопированные партии электрогитары поддерживали традицию блюза как танцевальной музыки, бескомпромиссной и полной жизненной сил» .

## Дискография
- 1988: «How Long This Must Go On» (Rooster Blues Records, сингл)
- 1990: The Heartbroken Man (Rooster Blues Records)
- 2024: Raw Unpolluted Blues (New Shot Records, сборник концертных записей 1991 года в Италии и США)